# Fortress: Sniper's Eye
Fortress: Sniper's Eye è un film statunitense del 2022 diretto da Josh Sternfeld. È il sequel del film Fortress - La fortezza del 2021.

## Trama
Settimane dopo gli eventi del primo film, Robert Samuels mette in atto un tentativo di salvataggio della vedova del suo defunto nemico, Frederick Balzary. Tuttavia, sembra che qualcuno sembra avere dei piani criminosi, e Robert e Paul devono collaborare per fermarli.